# Marquesado de Ontiveros

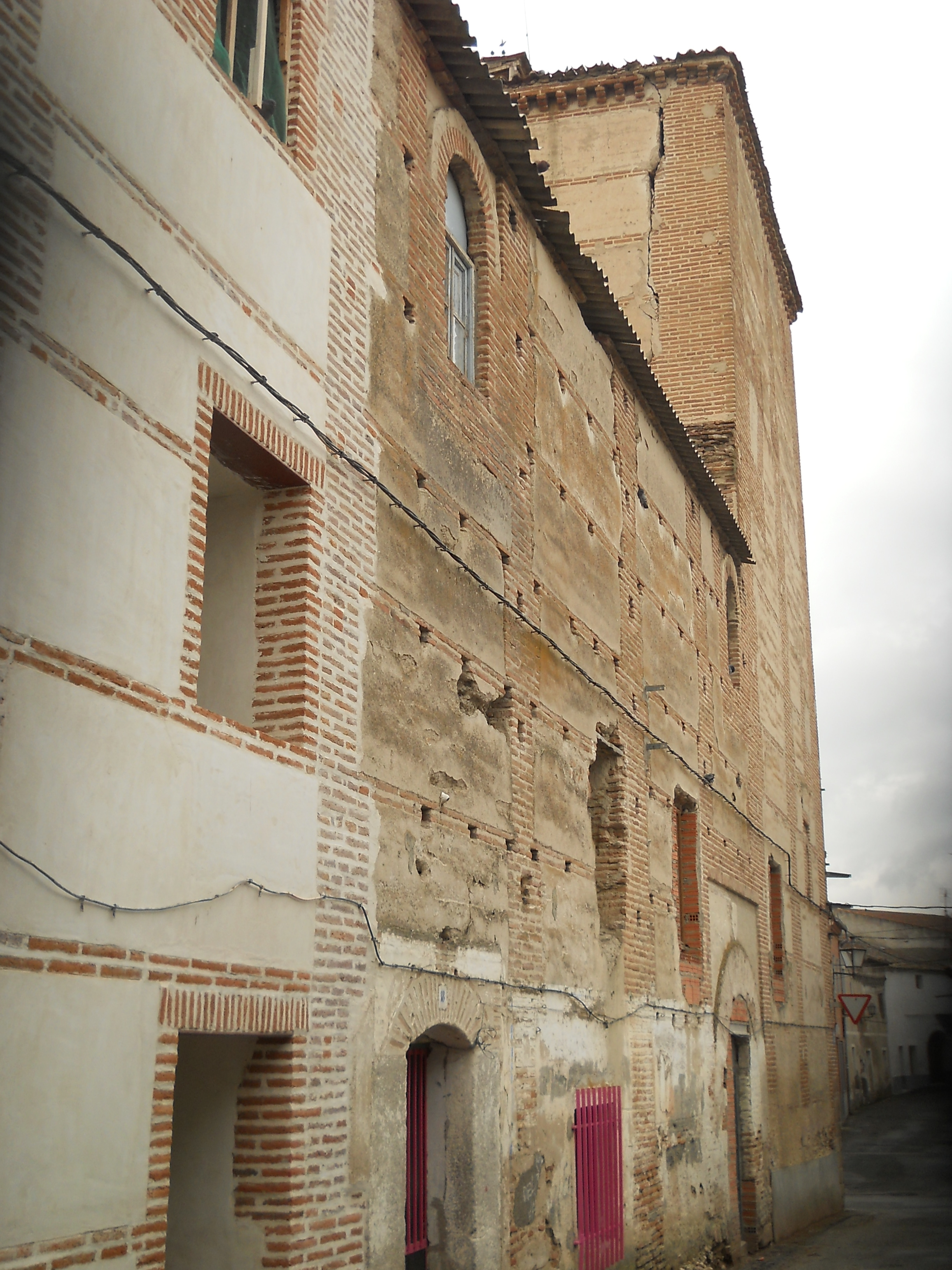
Palacio del Marqués en Fontiveros

El Marquesado de Ontiveros (a veces Marquesado de Hontiveros) es un título nobiliario español de carácter hereditario que fue concedido el 2 de enero de 1678 por Carlos II de España a Manuel de Bañuelos y Velasco, caballero de la Orden de Calatrava, Capitán General del Mar Océano, Comisario General de la Infantería y la Caballería de España, mayordomo de la Reina Mariana de Austria y del Consejo Supremo de Guerra, señor de la casa de su apellido en Córdoba y de los mayorazgos y cortijos de Peralta, Peraltilla, Las Pinedas y Estebanía Baja en la misma provincia. El concesionario era también patrono del Convento de Carmelitas Descalzos de Segovia y del monasterio de Dominicas de San Pedro de las Dueñas, como mayorazgo de la torre de los Mercado Peñalosa en Lastras del Pozo, todo en la provincia de Segovia. 
El marquesado toma denominación de la villa de Fontiveros en la provincia de Ávila (Castilla y León), que era de señorío del concesionario por derecho de María Catalina Gómez de Sandoval y Rojas, su mujer, señora también de Cantiveros, Vita, Malaguilla y Herreros de Suso.
A mediados del siglo XIX el título recayó en los poseedores del Marquesado de Villaseca, y sus fondos documentales se localizan en la actualidad en el Archivo Histórico de Viana, ubicado en el Palacio de los Marqueses de Viana (Córdoba).

## Marqueses de Ontiveros
1. Manuel de Bañuelos y Velasco.
2. María Teresa de Bañuelos y Sandoval.
3. María Manuela de Bañuelos y Sandoval.
4. María Catalina Menéndez de Avilés y Bañuelos, III condesa de Canalejas.
5. Ana Antonia Suárez de Góngora y Menéndez de Avilés.
6. Pedro Francisco de Luján y Góngora.
7. Josefa Dominga Catalá de Valeriola y Luján.
8. José Cabrera Bernuy.

Rehabilitado en 1916 por:
- Joaquín Cabrera y Trillo-Figueroa, ( f. en 1946)XI marqués de Ontiveros.

1. Casó con Clementina Marchesi y Rivas. Le sucedió, en 1956, su hijo:

- Eduardo Cabrera y Marchesi, XII marqués de Ontiveros, XII marqués de Villaseca.

1. Casó con Concepción Muñoz Torralbo. Le sucedió, en 1984, su hijo:

- Jaime Cabrera y Muñoz, XIII marqués de Ontiveros.

1. Casó con Eva Salcines de la Calle.